# Ostrov Belene
Ostrov Belene (bulgariska: Остров Белене) är en ö i Bulgarien.   Den ligger i regionen Pleven, i den norra delen av landet, 180 km nordost om huvudstaden Sofia. Arean är 41 kvadratkilometer.
I omgivningarna runt Ostrov Belene växer i huvudsak blandskog. Runt Ostrov Belene är det ganska tätbefolkat, med 67 invånare per kvadratkilometer.